# 1605

## Събития
- 20 декември – Публикуван е първият том от романа Дон Кихот на Мигел Де Сервантес.

## Родени
- 7 май – Никон, Патриарх московски и всерусийски
- 29 юли – Зимон Дах, немски поет
- 29 юли – Зимон Дах, немски поет

## Починали
- 3 март – Климент VIII, римски папа
- 27 април – Лъв XI, италиански папа
- Джелал Акбар-владетел от династията на великите могили, потомък на Тамерлан. Той проявява изключителни способности на войн и държавник. За по-малко от 20години покорява цяла Северна Индия, като неговото управление отбелязва  една от най-важните епохи в историята на Индия. По-късно император става неговият внук Джахан който разширява империята